# Волынская духовная семинария
Волынская духовная семинария — духовное учебное заведение Луцкой и Волынской епархии Украинской православной церкви.
Несколько выпускников Волынской духовной семинарии были прославлены в лике святых Русской православной церкви: митрополит Одесский Анатолий (Грисюк), архиепископ Харьковский Александр (Петровский), епископ Бежецкий Аркадий (Остальский), священномученик Александр Хотовицкий.

## История
Волынская духовная семинария была основана 14 мая 1796 года, как «Епаршеская семинария» стараниями первого (после присоединения при Екатерине ІІ к России Волынского края) Волынского епископа Варлаама (Шишацкого). В семинарию принимались дети православного вероисповедания от 7 до 15 лет, которые учились в базилианских и иезуитских школах Овруча, Межирича, Острога. Со временем лучших учеников посылали в Киевскую духовную академию. Располагалась семинария в здании Преображенского монастыря в г. Остроге — бывшем центре образования на западной Украине. При семинарии была русская школа, которая имела цель подготовку кандидатов в священство свободных приходов, которые перешли из унии в православие. В семинарии преподавание велось на латинском языке, а в школе — на русском.
После пожара в 1823 году, который уничтожил здания семинарии, с 1825 года она располагалась в Аннополе Острожского уезда.
В апреле 1836 года семинария была переведена в г. Кременец. Это была одна из крупнейших семинарий по количеству воспитанников. В ней училось около 600 учеников. Штат воспитателей и преподавателей составлял 24 человека. С 1836 года она была размещена в домах бывшего польского лицея, который был закрыт за участие в польском восстании и выкуплен у графа Чацкого духовно-учебным ведомством по 200 000 царских рублей ассигнациями.
В 1855 году в семинарии был открыт миссионерский отдел.
Осенью 1902 года семинария была переведена в Житомир.
В 1919 года Волынская духовная семинария была возвращена в город Кременец (Польша), её организацией занялся епископ Кременецкий Дионисий (Валединский).
В 1939 году, после раздела Польши между СССР и гитлеровской Германией, была закрыта.
После окончания Великой Отечественной войны Волынская семинария опять возродилась, но уже в г. Луцке. Стараниями епископа Николая (Чуфаровского) в 1945 году были открыты пастырские курсы, которые в 1946 году были переименованы в Волынскую духовную семинарию. Начиная с 1954 года начали достраиваться семинарские помещения (аудитории, спальни и хозяйственные). C 1946 по 1964 год семинария дала 17 выпусков. Были года, когда выпускников 4-го класса насчитывалось до 40 и более человек. Последний выпуск насчитывал всего 6 учеников. Всего за двадцать послевоенных лет семинария выпустила около 500 священников.
Во время хрущёвских гонений на церковь, с 1960 года, власти предприняли атаку на семинарию. В 1961—1963 годах никто не смог поступить в 1-й класс Волынской семинарии: три набора были сорваны. Указом Учебного Комитета от 15 марта 1964 года в августе 1964 года после последнего выпуска в 5 человек, Волынская духовная семинария прекратила свою деятельность. Её преподавательский состав был переведён в Одесскую духовную семинарию.
В октябре 1990 года было открыто Луцкое духовное училище, а в 1991 году оно получило статус духовной семинарии.
В 1992 году, 12 августа, согласно распоряжению Волынской облгосадминистрации от 11.08.1992 года кафедральный собор, здания епархии и семинарии были переданы сторонникам Киевского патриархата. Семинаристы и преподаватели были изгнаны из помещений, и весь учебный и хозяйственный инвентарь был утрачен. Ректор Пётр Влодек и 73 студента остались в канонической церкви, а 12 семинаристов перешли в Киевский патриархат.
Православные отстояли в Луцке только одну Свято-Покровскую церковь, при которой имелось небольшое помещение для сторожа, где и разместились епархиальное управление и семинария. Занятия проходили в три смены в сторожке Свято-Покровской церкви, воспитанники проживали на квартирах у верующих людей.
В марте 1993 года по ходатайству епископа Нифонта (Солодухи), Волынская облгосадминистрация дала в аренду помещение бывшего доминиканского монастыря для временного размещения семинарии, где она и находится до сего времени. Силами воспитанников были проведены ремонтные работы классов и келий. В 1997—1999 годах были проведены внешние ремонтные работы. В 1993 году были открыты одногодичные, а в 1996 году — двухгодичные курсы регентов-псаломщиков при семинарии. С 27 июля 1997 года начал действовать заочный сектор Волынской духовной семинарии.
В 2007 году в семинарии училось около 140 студентов и работало 30 преподавателей.

## Ректоры
- Иероним (Визерский) (1809—1823[3])
- Христофор (Эмаусский) (1837 — ?)
- Феодосий (Шаповаленко) (21 октября 1848 — 3 декабря 1852)
- Ефрем (Рязанов) (3 декабря 1852—1857)
- Феофилакт (Губин) (11 декабря 1857—1860)
- Хотовицкий, Александр Антонович (1873)
- Симеон (Покровский) (6 сентября 1890—1893)
- Аркадий (Карпинский) (6 сентября — 6 октября 1893)
- Михаил (Ермаков) (6 октября 1893 — 7 января 1899)
- Феодосий (Олтаржевский) (7 января 1899—1901)
- Амвросий (Гудко) (1901—1904)
- Виссарион (Зорин) (1905—1909)
- Неофит (Осипов) (24 ноября 1909—1911)
- Аверкий (Кедров) (8 августа 1911—1915)
- Николай (Кенарский) (1916)
- Иерофей (Померанцев) (22 сентября 1916 — 1 августа 1917)
- протоиерей Иаков Немоловский (1917—1919)
- Алексий (Громадский) (1921—1923)
- Симон (Ивановский) (1 июля 1923 — 1 января 1926)
- Антоний (Марценко) (1926 — ноябрь 1926)
- Николай Тучемский (1946—1959)
- Мефодий (Мензак) (9 декабря 1959—1962)
- Пётр Влодек (1962—1964)
- Варфоломей (Ващук) (16 октября 1990 — сентябрь 1992)
- Пётр Влодек (сентябрь 1992 — 13 июля 2006)[4]
- Нифонт (Солодуха) (13 июля 2006 — 26 февраля 2010) в. о.
- Сергей Николаевич Ющик (26 февраля 2010 — 25 августа 2012)[5]
- Рустик Капауз (с 25 августа 2012)[6]
- Евмений Михайлевский (27 мая 2017 года)[7]